# Vladislav Třeška (lékař)
Vladislav Třeška (13. listopadu 1957 Plzeň – 17. února 2023) byl český chirurg, v letech 1999–2023 přednosta Chirurgické kliniky a přednosta Transplantačního centra v Plzni.

## Život a dílo
Pocházel z vesnice Žákava na Plzeňsku. Měl sportovní nadání a aktivně hrával hokej a fotbal. Na základní škole se přihlásil do zdravotnického kroužku, kde jej díky vedení paní Haškové zaujala medicína. Vystudoval Lékařskou fakultu Univerzity Karlovy v Plzni a postupně se specializoval na chirurgii cév, jater a transplantace.
Za více než dvě desetiletí, kdy stál v čele chirurgické kliniky v plzeňské fakultní nemocnici, vybudoval spolu s týmem pracoviště, které jako první v České republice v roce 2002 transplantovalo ledvinu od takzvaného „nebijícího dárce“. V roce 2011 po experimentální práci na prasatech poprvé využili kmenové buňky vlastní člověku ke stimulaci růstu jater.
Na Lékařské fakultě v Plzni působil jako proděkan pro doktorské studium, habilitační a jmenovací řízení. V roce 2022 jej prezident republiky Miloš Zeman vyznamenal medailí Za zásluhy o stát v oblasti vědy, výchovy a školství. Pravidelně přednášel a publikoval v odborných časopisech. Byl také členem několika odborných společností.
Věnoval se i léčbě v Česku frekventovaných jaterních metastáz. Díky jeho práci v chirurgické klinice v Plzni více než třetina pacientů, kteří prošli chirurgickým odstraněním nádoru v játrech, žije déle než deset let po operaci. Stál u založení největšího centra jaterní chirurgie v Česku.
Vladislav Třeška zemřel 17. února 2023 ve věku 65 let.

## Ocenění
- Medaile Za zásluhy 1. stupeň (2022)